# عاقل‌اونو (آماسیه)
عاقل‌اونو (به ترکی استانبولی: Ağılönü) یک منطقهٔ مسکونی در ترکیه است که در آماسیه واقع شده‌است. عاقل‌اونو ۳۶۸ نفر جمعیت دارد.